# Jon Pyong-ho
Jon Pyong-ho (전병호/全炳浩,sinh tháng 3-1926 - mất tháng 7 năm 2014) là một quan chức Bắc Triều Tiên.
Ông sinh ở huyện Musan, tỉnh Hamgyong Bắc và tốt nghiệp kỹ sư cơ khí ở Đại học quốc gia Moskva thời kỳ Liên Xô năm 1950. Ông là ủy viên Hội đồng quốc phòng nhà nước từ tháng 2 năm 2009.
Ông Jon bắt đầu phụ trách các chương trình tên lửa tầm ngắn của Triều Tiên từ những năm 1990, và được xem là kiến trúc sư trưởng chương trình hạt nhân của Bắc Triều Tiên.
Là nhân vật thân cận với Kim Jong Il, ông là người chỉ đạo trực tiếp vụ thử hạt nhân đầu tiên của Bắc Triều Tiên tháng 10 năm 2006.
Ông là một vị tướng trong Quân đội Bắc Triều Tiên.
Ngày 8/7/2014, Jon Pyong-Ho từ trần do một cơn đau tim, thọ 88 tuổi.
Jon Pyong-Ho sẽ được tổ chức tang lễ cấp nhà nước và nhà lãnh đạo Triều Tiên Kim Jong-un làm chủ trì ban tang lễ.

## Sự nghiệp
Ông bắt đầu hoạt động cách mạng năm 1951, được bầu làm ủy viên dự khuyết Ủy ban Trung ương Đảng Lao động Triều Tiên tại Đại hội đảng lần thứ 5 vào năm 1970. Tại Đại hội đảng lần thứ 6 tổ chức tháng 10 năm 1980 Jon Pyong-ho được bầu làm Ủy viên chính thức Ủy ban Trung ương Đảng Lao động Triều Tiên. Năm 1982, ông được bầu làm Phó chủ tịch Hội đồng Nhân dân tối cao (Quốc hội Bắc Triều Tiên) và năm 1983, ông được bầu làm Ủy viên dự khuyết Bộ Chính trị.
Tại Hội nghị lần thứ 12 của Ủy ban Trung ương Đảng Lao động Triều Tiên lần thứ 6 tổ chức vào ngày 27 tháng 12 năm 1986, ông được bầu làm Bí thư Đảng đặc trách Công nghiệp đạn dược.
Ông được bầu vào Ủy viên chính thức Bộ Chính trị tại Hội nghị lần thứ 14 của Ủy ban Trung ương Đảng, được tổ chức trong các ngày 28-30 tháng 11 nae 1988. Tại kỳ họp đầu tiên của Hội đồng nhân dân tối cao lần thứ 9 tổ chức vào tháng 5 năm 1990, Jon Pyong-ho được bầu làm Ủy viên Ủy ban Quốc phòng nhà nước
Jon là người đứng ra sắp xếp các thương vụ chuyển giao công nghệ tên lửa với nước ngoài. Trong các năm 2008 và 2009, ông đã giám sát các vụ phóng tên lửa tầm xa thứ hai và thử hạt nhân thứ hai của Bắc Triều Tiên. Ông đóng vai trò lớn trong các giao dịch vũ khí của Bắc Triều Tiên với Iran, Syria và Myanmar. Ông có tên trong nhiều danh sách cấm vận của Liên Hợp Quốc, Hoa Kỳ và Liên minh châu Âu.
Tháng 9 năm 2010, Jon Pyong-ho thôi giữ chức Bí thư trung ương KWP, nhưng vẫn giữ chức Ủy viên Bộ Chính trị. Tháng 4 năm 2011, ông thôi giữ chức ủy viên Ủy ban Quốc phòng nhà nước và nghỉ hưu hoàn toàn. Jon Pyong-ho là một thành viên của Ủy ban tang lễ Kim Jong-il vào tháng 12 năm 2011.

## Đánh giá
Hãng thông tấn nhà nước Bắc Triều Tiên KCNA khẳng định: "Đại tướng Jon Pyong-ho có những đóng góp đặc biệt biến Quân đội Triều Tiên thành đội quân cách mạng mạnh mẽ và ưu tú, với những trang thiết bị hiện đại. Ông có đóng góp to lớn, giúp Triều Tiên phóng vệ tinh lên quỹ đạo và phát triển vũ khí hạt nhân".